# Sinadoxa corydalifolia
Sinadoxa corydalifolia ist die einzige Art der Pflanzengattung Sinadoxa innerhalb der Familie der Moschuskrautgewächse (Adoxaceae). Sie kommt nur im südlichen Teil der chinesischen Provinz Qinghai vor und wurde erst 1981 beschrieben.

## Beschreibung

### Erscheinungsbild und Laubblatt
Sinadoxa corydalifolia wächst als ausdauernde krautige Pflanze und erreicht Wuchshöhen von 10 bis 25 cm. Alle Pflanzenteile sind kahl. Es werden aufrechte Rhizome als Überdauerungsorgane und Faserwurzeln gebildet. Es stehen büschelig zwei bis vier aufrechte bis aufsteigende, grüne, kahle Stängel zusammen, die einen Durchmesser von 3 bis 5 mm besitzen.
Es gibt etwa zehn Grundblätter und zwei gegenständig angeordnete Stängelblätter. Die Grundblätter sind etwa 10 cm lang und die Stängelblätter sind 1 bis 2 cm lang gestielt. Die Blattspreite der Grundblätter ist ein- bis zweifach dreizählig gefiedert und der Endabschnitt ist bei einer Länge von 3 bis 10 cm eiförmig oder eiförmig länglich oder unregelmäßig gefiedert oder fiederteilig, wobei die Endabschnitte drei- bis mehrlappig oder gespalten sind und die Seitenabschnitte bei einer Länge von 1,5 bis 2 cm eiförmig oder dreilappig sind. Die Blattspreite der Stängelblätter ist bei einer Länge von 2,5 bis 5 cm im Umriss eiförmig-dreieckig und einfach dreizählig gefiedert, wobei der Endabschnitt bei einer Länge von 1,5 bis 3,5 cm eiförmig und unregelmäßig gelappt ist und die Seitenabschnitte bei einer Länge von 0,8 bis 1,8 cm eiförmig-elliptisch oder eiförmig sowie drei-, fünf- oder zehnlappig sind. Nebenblätter sind nicht vorhanden.

### Blütenstand, Blüte und Frucht
Die Blütezeit reicht im Heimatgebiet von Juni bis Juli. In einem endständigen, bis 8 cm langen, unterbrochenen ährigen Gesamtblütenstand stehen zymöse Teilblütenstände zusammen, die jeweils drei bis fünf Blüten enthalten. Die untersten Teilblütenstand stehen über langen Blütenstandsschäften in den Achseln der Stängelblätter und ihre Blüten sind klein.
Die zwittrigen Blüten sind radiärsymmetrisch sowie drei- oder vierzählig mit doppelter Blütenhülle. Die gelblich-grünen, fleischigen Kelchblätter sind becherförmig verwachsen mit meist drei, selten zwei oder vier Kelchzipfeln. Die Kelchzipfel sind sackförmig und geschlossen sowie auf dem Rücken schmal geflügelt. Die drei oder vier gelblich-braunen Kronblätter bilden bei einem Durchmesser von 2 bis 3 mm radförmige Blütenkronen mit kurzer Kronröhre und drei oder vier Kronlappen. Die länglich-eiförmigen Kronlappen sind an den Innenseiten in der Nähe des oberen Endes drüsig punktiert und besitzen Nektarien an ihrer Basis.
Nur der äußere Kreis enthält drei oder vier fruchtbare Staubblätter. Der innere Staubblattkreis enthält drei oder vier Staminodien. Die im Schlund der Kronröhre inserierten, 1,5 mm langen Staubfäden sind bis zu ihrer Basis zweispaltig. Die gelben, nach außen gebogenen Staubbeutel besitzen nur eine Theka und sind bei einem Durchmesser von etwa 0,5 mm kugelförmig. Die zwei Fruchtblätter sind zu einem eiförmig-kugeligen, halbunterständigen, einkammerigen Fruchtknoten verwachsen. Der Fruchtknoten enthält nur eine hängende Samenanlage. Es ist kein Griffel erkennbar und die sitzende Narben ist punktiert.
Früchte haben die Autoren der Flora of China nicht beschrieben.

### Chromosomenzahl
Die Chromosomengrundzahl beträgt x = 9; es liegt Tetraploidie vor, also 2n = 36.

## Systematik und Verbreitung
Die Gattung Sinadoxa wurde 1981 durch Cheng-yi Wu, Zhen Lan Wu und Rong Fu Huang in Acta Phytotaxonomica Sinica, Volume 19, Issue 2, S. 207 mit der Erstbeschreibung der einzigen Art Sinadoxa corydalifolia C.Y.Wu, Z.L.Wu & R.F.Huang auf S. 208, Tafel 2 aufgestellt. Das Holotypusexemplar wurde am 9. Juli 1965 von Y. C. Yang in der chinesischen Provinz Qinghai in Nangqen, in einer Höhenlage von 4100 Meter gesammelt.
Die Art Sinadoxa corydalifolia kommt nur im südlichen Teil der chinesischen Provinz Qinghai in Nangqên und Yushu vor. Sie gedeiht auf Felsvorsprüngen, feuchten Schluchten und alpinen Schutthängen in Höhenlagen zwischen 3900 und 4800 Meter.